# Chris Vance
Chris Vance, född 30 december 1971 i London, är en brittisk skådespelare. Vance har bland annat medverkat i TV-serien Prison Break, som karaktären James Whistler. Han har också medverkat i TV-serierna The Bill, Blue Heelers, All Saints och Stingers och haft en gästroll i TV-serien Burn Notice. Han är även med i Dexter, säsong 5.